# Markito
Marcus Vinícius Resende Gonçalves (Uberaba, 5 de abril de 1952 — Nova York, 4 de junho de 1983), conhecido profissionalmente como Markito, foi um estilista brasileiro. Um dos nomes mais influentes da moda brasileira na década de 1970, foi também uma das primeiras vítimas conhecidas da AIDS no país.

## Biografia
Ainda criança já fazia desenhos de vestidos e fantasias para uma escola de samba de Uberaba. Aos 18 anos, mudou-se para São Paulo, onde foi trabalhar no ateliê de uma boutique. Pouco depois começou a trabalhar por conta própria, vendendo suas criações.
Sua grife era caracterizada pelas influências do glam rock, do glitter e dos Dzi Croquettes. Paetês eram a sua marca registrada. No fim da década de 70, a Era disco ajudou a consagrá-lo. Chegou a vender 300 vestidos por mês, comandando uma equipe de 150 funcionários.
Vestiu clientes como Sandra Bréa, Mila Moreira, Maitê Proença, Sónia Braga, Christiane Torloni, Marília Pêra, Simone, Gal Costa, Vanusa, Fafá de Belém, Xuxa Meneghel, Liza Minnelli, Diana Ross, Grace Jones, Bianca Jagger, Olivia Newton-John e Farrah Fawcett. Marília Gabriela usou um de seus vestidos na foto de capa do disco que lançou como cantora em 1982.
Trabalhou também para o cinema, assinando os figurinos do filme Rio Babilônia, de Neville de Almeida. Seu último desfile aconteceu em 1980, no hotel Maksoud Plaza. 
Sua irmã, Monica Rezende Gonçalves, fundou um museu em Uberaba para preservar seu legado e expor suas criações.
Em 2011, mais de 40 vestidos de Markito foram reunidos para uma exposição no Park Shopping, em Brasília

### Morte
Markito faleceu na cidade de Nova Iorque em 4 de junho de 1983 aos 31 anos, vitimado pela AIDS.

## Filmografia
- 1982 - Rio Babilônia (figurinos e participação especial)